# Ali Sabieh
Ali Sabieh este un oraș  în  partea de sud a statului Djibouti,  centru administrativ al regiunii  Ali Sabieh.